# Iniistius cyanifrons
Iniistius cyanifrons är en fiskart som först beskrevs av Valenciennes, 1840.  Iniistius cyanifrons ingår i släktet Iniistius och familjen läppfiskar. IUCN kategoriserar arten globalt som otillräckligt studerad. Inga underarter finns listade i Catalogue of Life.